# Cantref Mawr
Cantref Mawr était un cantref au sud-ouest du Pays de Galles. Il était d'une importance stratégique au Moyen Âge car il était le siège des princes du Deheubarth à Dinefwr et formait un obstacle naturel pour d'éventuelles armées ennemies.

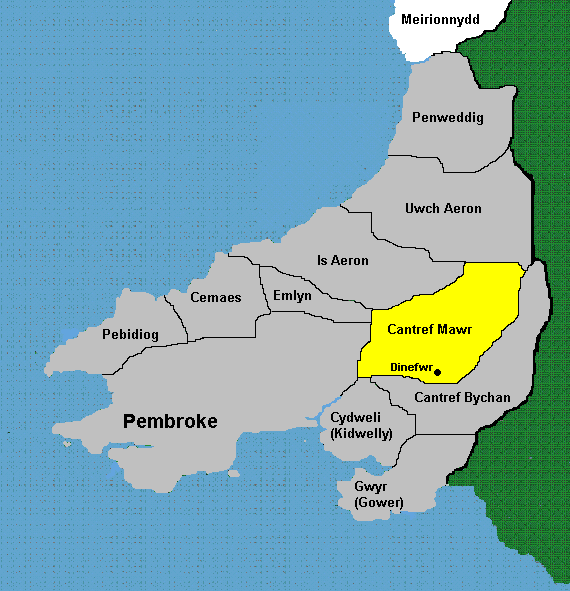
Seule partie du royaume du Deheubarth à présenter des obstacles naturels contre to un envahisseur, le Cantref Mawr était d'une importance stratégique.

Cantref Mawr signifie littéralement le « grand cantref ». Chaque cantref dans le Pays de Galles médiéval était divisé en cwmwd (généralement deux ou trois). Cantref Mawr en comportait sept, ce qui en faisait l'un des plus grands cantrefs de Galles. Cantref Mawr était un territoire surélevé, bordé des rivières Tywi, Teifi et Gwili. À cette époque, il était recouvert de broussailles denses qui gênaient les envahisseurs, c'est pourquoi Cantref Mawr fournit souvent un refuge protégé pour les princes du Deheubarth quand ils étaient attaqués. 